# Baeckea latifolia
Baeckea latifolia là một loài thực vật có hoa trong Họ Đào kim nương. Loài này được (Benth.) A.R.Bean mô tả khoa học đầu tiên năm 1997.